# Maturidisme
Le maturidisme (ou mâturîdisme) (en arabe : الماتريدية) est une école de théologie (kalâm) sunnite semblable à l'ash'arisme, aussi bien dans sa méthodologie que dans ses avis théologiques. Elle est fondée par Abul Mansûr Al Mâturîdî au Xe siècle et se veut l'héritière du dogme établi par le juriste hanafite Abû Ja'far At Tahâwî, lui-même héritier de l'hanafisme fondé par Abû Hanîfa. Elle est l'une des deux écoles théologiques généralement adoptée par les juristes hanafites (avec l'asharisme) à travers les âges.

## Positions théologiques
Le maturidisme se base sur les principes de la pensée hanafite : l'appel à la raison et à l'argumentation logique. Al Mâturîdî soutient l'existence du libre arbitre partiel parmi les humains. Al Mâturîdî rédige sa doctrine dans son ouvrage Kitab al-Tawhid (en) (le Livre de l'unicité d'Allah).
Au XIe siècle, plusieurs théologiens maturidistes œuvrent au rapprochement entre leur kalâm et l'ash'arisme. Abu al-Yusr al-Bazdawi (en) décrit l'ash'arisme comme le deuxième meilleur kalâm et juge que les ouvrages des ash'arites sont utiles. De plus, les ash'arites font partie, comme les maturidites, du sunnisme, en opposition au mu'jassimā (tashbih (en)), ceux qui prétendent qu'Allah est similaire aux humains. Il regroupe aussi les deux kalâm dans l'Ahl al-Ra'y, groupe des kalâm qui cherchent à apporter une approche rationnelle à la théologie. Cette alliance entre les kalâms va perdurer. À la même époque, Abu al-Mu'in al-Nasafi (en) retravaille le corpus laissé par Al Mâturîdî dans son ouvrage Tabsirat al-Adilla (en). D'un côté, il rend plus organisé le Kitab al-Tawhid mais de l'autre, il modifie la doctrine et la rapproche de l'ash'arisme. Après le XIVe siècle, les deux doctrines coexistent sans s'affronter (en particulier sur l'existence du libre arbitre).
Au début des années 1950, un exemplaire du Kitab al-Tawhid, ouvrage jusque-là disparu, est retrouvé. Cela relance l'intérêt pour le maturidisme.

## Dissemination
Al Mâturîdî vit à Samarcande et l'aire géographique d'influence du maturidisme est initialement la Transoxiane.
Les adeptes du maturidisme sortent peu à peu de leur région d'origine et font connaître leur doctrine. Au XIe siècle, les maturidites suivent l'expansion des Seldjoukides, originaires de Transoxiane, vers le Khorasan, au sud et à l'ouest de la Transoxiane. Ils se trouvent en compétition avec les ash'arites dont l'école commence à s'installer dans cette région. Les Seldjoukides soutiennent les maturidites aux dépens des ash'arites qui sont parfois expulsés.
Les peuples turciques gagnent en pouvoir militaire puis politique en Asie (Mamelouks, Empire ottoman) et ces nouveaux dirigeants amènent le maturidisme de leur région d'origine vers les grandes villes musulmanes. L'élite arabe de l'Empire change graduellement de madhhab passant au hanafisme, principalement pour améliorer sa carrière puisque l'administration centrale de l'Empire est dominée par les hanafites. Cette évolution se fait sans contrainte, l'administration centrale de l'Empire respectant les 4 écoles sunnites.
Depuis, la doctrine est influente en Asie centrale et en Anatolie, ce qui correspond aux zones peuplées par des peuples turciques.
En 2016, un concile, inauguré par le grand imam de l'Azhar, Ahmed al-Tayeb, rassemblant 200 personnalités sunnites du monde entier, s'est réuni dans le but de définir l’identité de ceux qui se font connaître comme « les gens du sunnisme » par opposition aux différents groupes considérés égarés. À l'issue de leurs travaux, les dignitaires sunnites sont convenus qu'au niveau du credo, les maturidites sont bien des gens du sunnisme ,.

## Personnalités maturidites
- Abu-l-Layth As Samarqandî
- Abu al-Mu'in al-Nasafi (en) (m. 1144)
- Najm Ud Dîn An Nasafî (m. 1142)
- Shah Walîyu Llâh Ad Dahlawî (m. 1762)
- Ashraf Ali Thanwi
- Muhammad Ur Rahmati Llâh Al Hindî (m. 1891)
- Muhammad Zakariyyâ Al Kandahlawî (en) (m. 1982)
- Muhammad Ilyas al-Kandhlawi
- Yusuf Kandhlawi (en)